# Parque Villarino
El Parque Villarino está localizado en el ejido de Zavalla, provincia de Santa Fe, Argentina. Es un parque de arboleda añosa donde están representadas alrededor de 160 especies correspondientes a 47 familias botánicas.

## Historia
El parque tiene su origen en el legado de la familia Villarino al Poder Ejecutivo Nacional (PEN) de Argentina.
El principal legatario, José Víctor Villarino (hijo de don José Félix Villarino y doña Tomasa Mallo) fallece viudo y sin hijos el 16 de julio de 1928. Mediante testamento ológrafo del 20 de mayo de 1925, designa a su hermana, Joaquina Villarino de Soage, albacea testamentaria. Mercedes Villarino, la otra hermana, muere soltera el 2 de octubre de 1928. Los otros hermanos; Eduardo, Carlos y Teresa, habían fallecido años atrás.

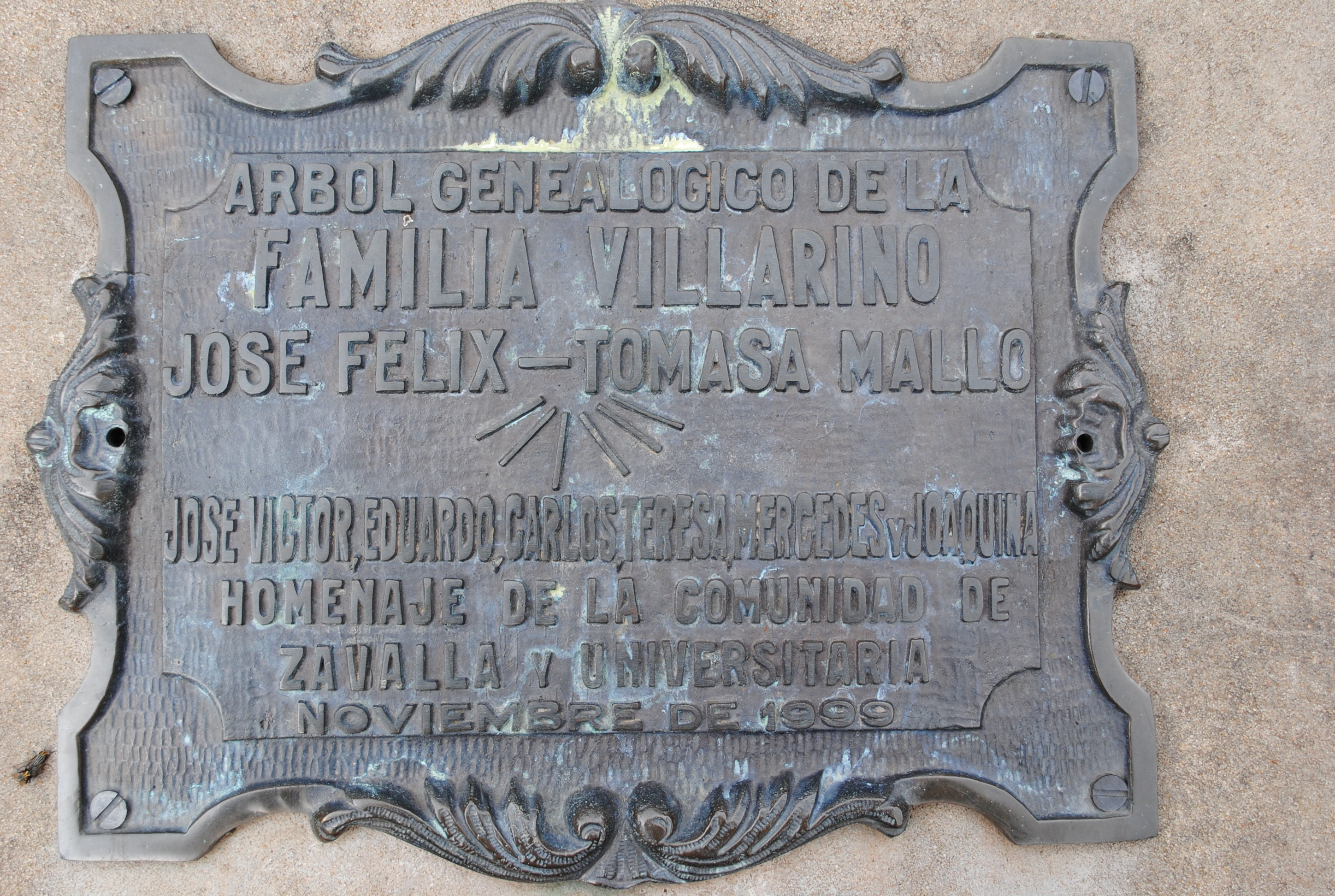
Placa recordatoria de la Familia Villarino

El testamento de J. V. Villarino dice: «No teniendo hijos ni herederos forzosos, hago los siguientes legados: a mis hermanas Joaquina y Mercedes la propiedad herencia de mis padres que poseo en Zavalla, denominada Granja Estrella, compuesta de 500 hectáreas... Dispondrán lo necesario para que dicha propiedad pase después de sus días al Gobierno de la Nación, que en 100 hectáreas fundará un Colegio Nacional para internado...conservando el resto de la misma para que con sus rentas ayudar a su sostenimiento y formación de un parque que se denominará "Parque Villarino", en memoria de mi señor padre». El Ministerio de Instrucción Pứblica (luego Ministerio de Educación) declinó el aprovechamiento de dicha donación por decreto del 29 de enero de 1937; sugiriendo a la albacea y heredera la modificación del legado en beneficio del Ministerio de agricultura de la Nación, de manera tal que el destino que se le dará al establecimiento coincida en lo fundamental con la voluntad del legatario.
Hechas las modificaciones testamentarias, la Sra. de Soage hace el ofrecimiento al Ministerio de Agricultura para construir el parque e instalar en él una estación experimental. Además manifiesta que «está dispuesta a entregar desde ya 100 ha del terreno en cuestión». El gobierno tendrá derecho a entrar en posesión inmediata al fallecimiento de la Sra. de Soage de las otras 400 ha «con todo lo edificado y plantado en la misma» donde se habilitará una escuela gratuita para instrucción primaria con orientación rural. «La chacra experimental (hoy Campo Experimental) deberá llevar el nombre de mi hermano, José Víctor Villarino». 
El PEN acepta la proposición por decretos Nº18026 y 19279 de fechas 29 de noviembre y 14 de diciembre de 1938, respectivamente. La posesión de las 100 ha fue tomada por la Dirección de Agricultura de la Nación el 31 de mayo de 1939. En el año 1940 se inician las obras de construcción del parque, sin tener fecha precisa de cuando se completaron, tampoco hay datos sobre el proyecto técnico (diseño), pero sí que fue planeado y ejecutado por profesionales del Ministerio de Agricultura de la Nación. Hoy en día el Parque está bajo la jurisdicción de la Universidad Nacional de Rosario, y fue declarado "Área Protegida del Paisaje Cultural de Administración de la Universidad  Nacional de Rosario” según resolución C.D. N.º 459/11, Facultad de Ciencias Agrarias y Acta N.º 582, Expediente N.º 70614/166, Consejo Superior, UNR,  del  29 de noviembre de 2012. 

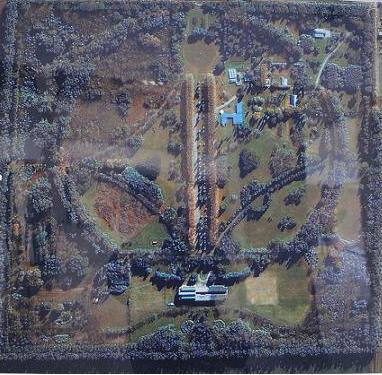
Vista aérea del Parque donde se observan el diseño y los caminos interiores

### Día de la primavera en el parque
Eran famosos en la década del ´60 los festejos del día de la primavera en el Parque. Llegaban en trenes, colectivos y camiones desde Rosario y Pérez. Algunos dormían desde el día anterior, después de haber asistido al baile de la Primavera en la Sociedad Italiana. Estos festejos solían convocar hasta 30.000 personas, y como cuentan las crónicas de la época, «Allí conocimos el primer beso robado, entre hojas y árboles, inspirados en el aroma envolvente de las flores, allí nos pusimos de novio y también perdimos la novia, promediando el final, luego de un asado abundante -a veces crudo o arrebatado- se tomaba cerveza, vino y sidra, y se armaba un baile sobre la improvisada pista de tierra.»

## Riqueza botánica
Como está descrito en de las 160 especies arbóreas, el 75% pertenece a las Dicotiledóneas, 20% Gimnospermas y 5% Monocotiledóneas. Las especies nativas representan el 17%. 
En la actualidad en el Parque se conserva el diseño de plantación original (cortando y eliminado malezas herbáceas y leñosas advenedizas) en aproximadamente un 50% del mismo. En el resto de la superficie, desde hace más de 20 años, han crecido en forma natural renovales de muchas de las especies del Parque, fundamentalmente ligustro Ligustrum lucidum, arce Acer negundo, fresno americano Fraxinus pennsylvanica, almez Celtis australis, pezuña de vaca Bauhinia forficata, palmera butia Butia capitata y helecho espárrago Asparagus.

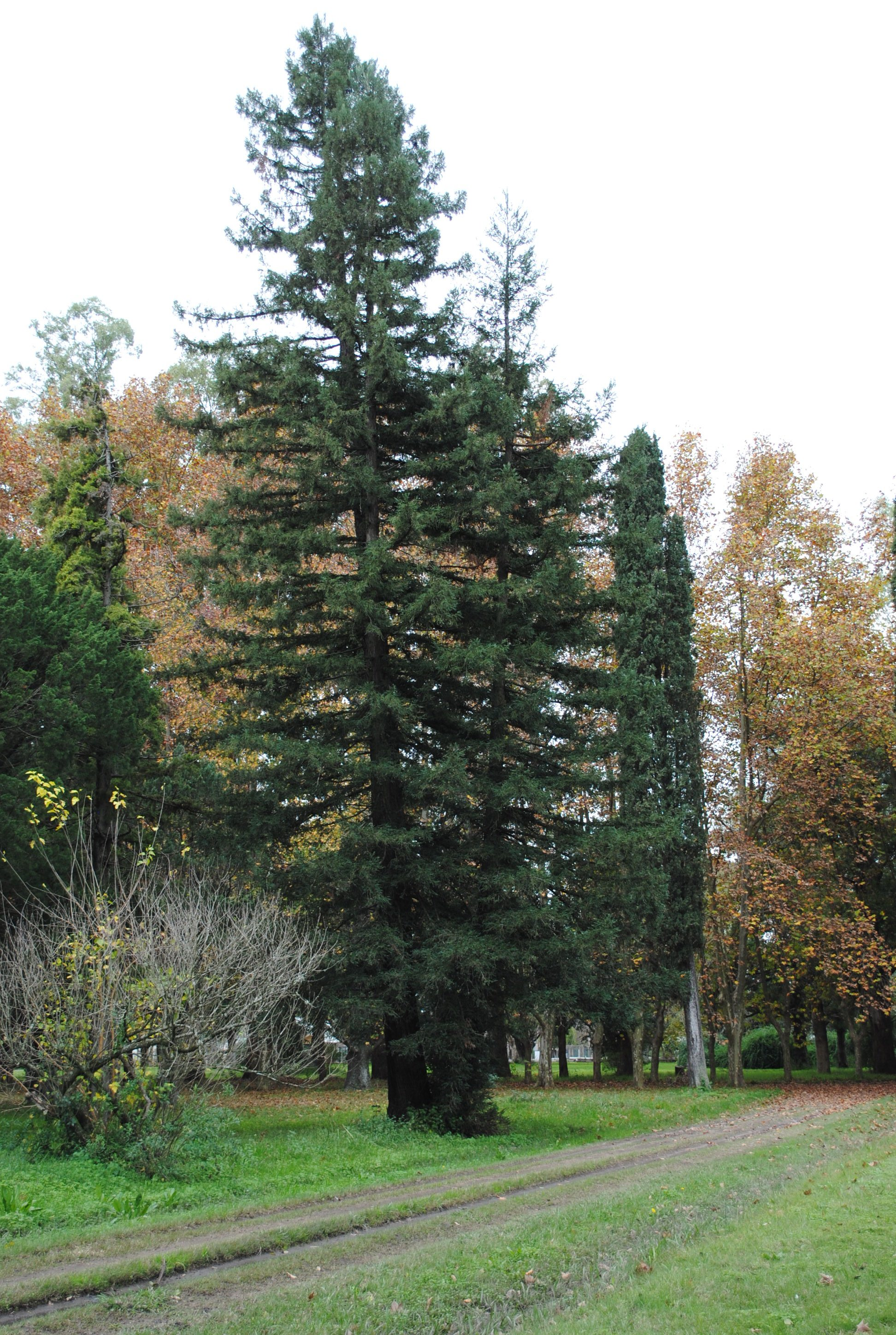
Ejemplar de Sequoia sempervirens del Parque Villarino
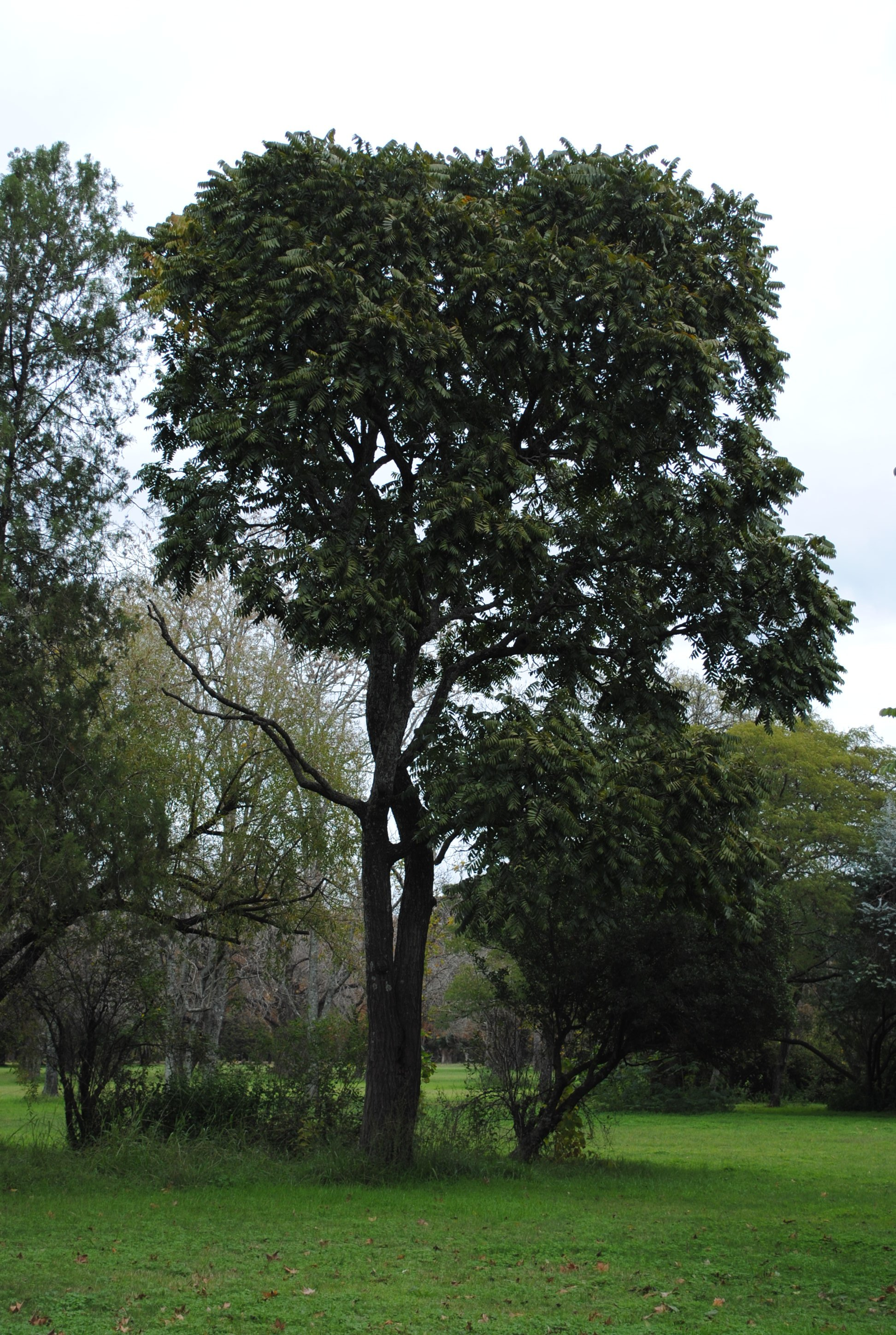
Ejemplar de Cedrela fissilis del Parque Villarino
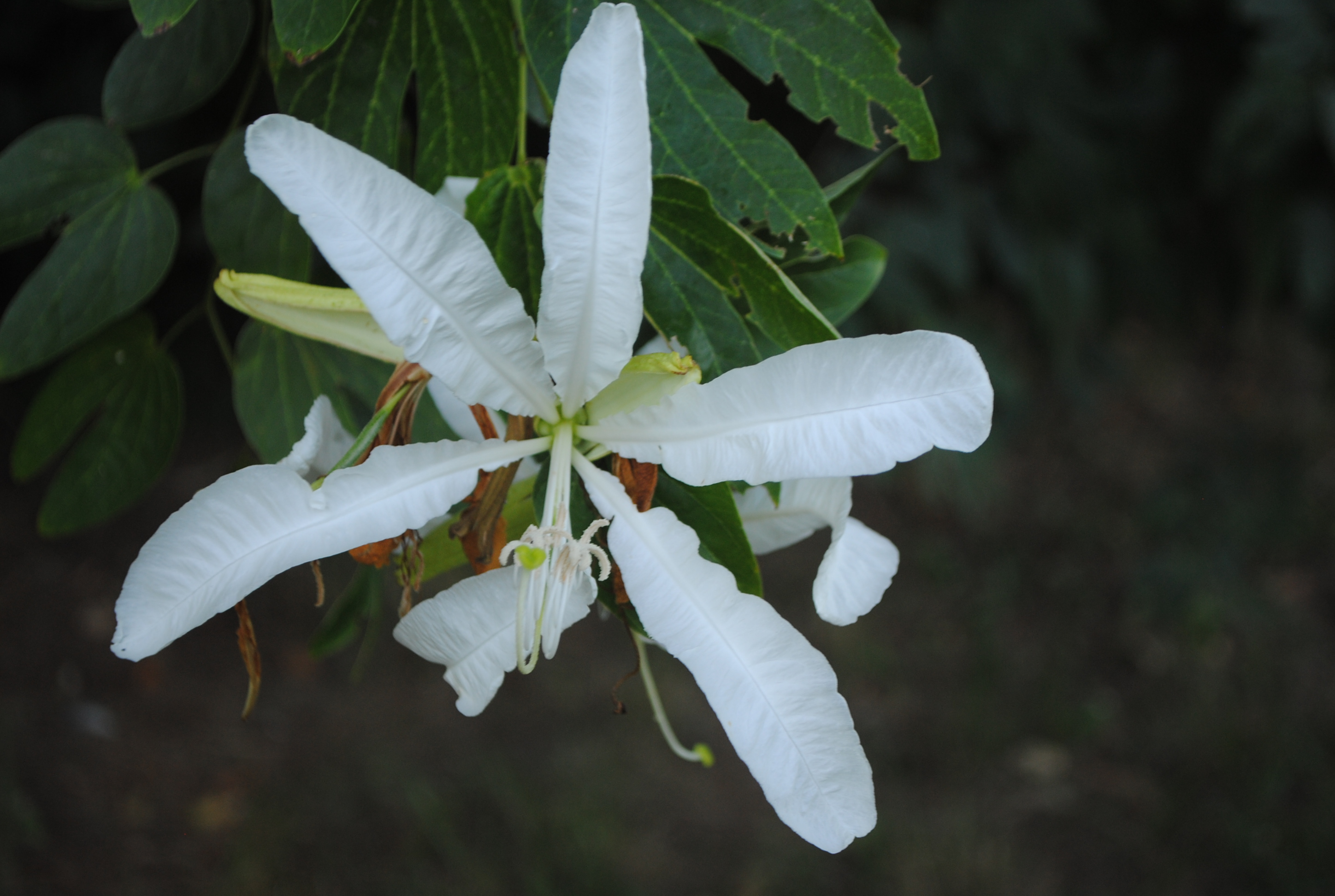
Flor de Bauhinia forficata
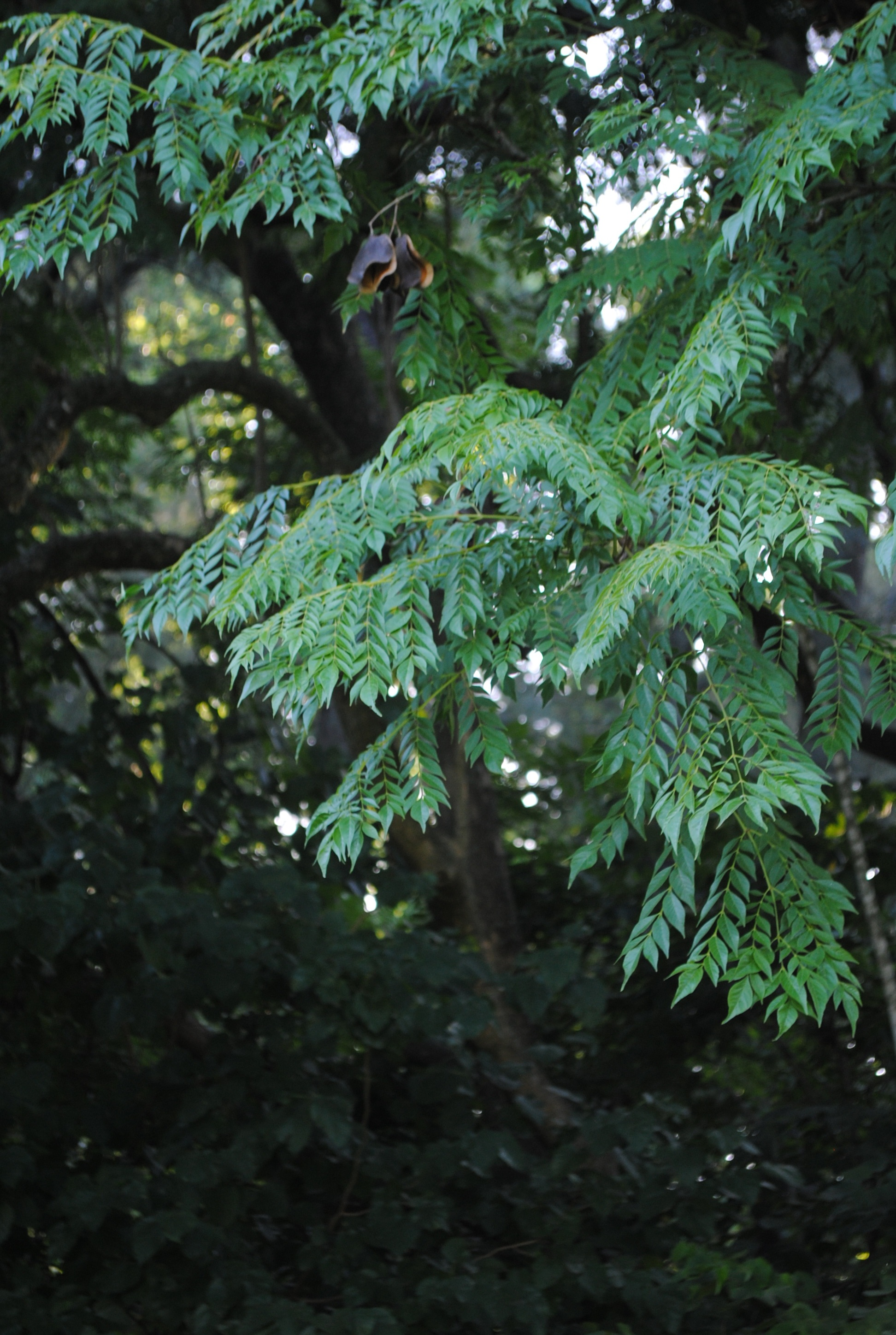
Ramas y frutos de Jacaranda micrantha
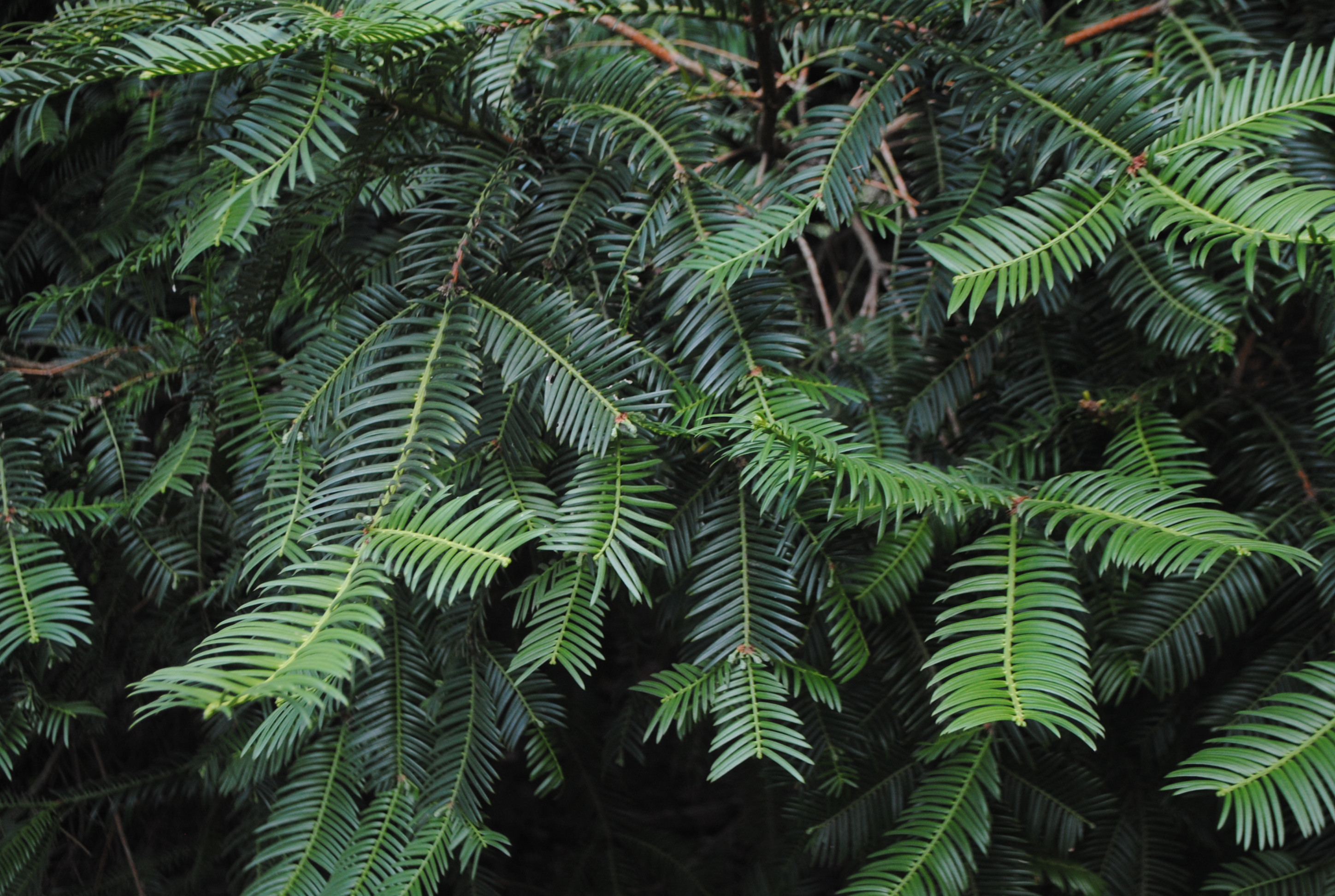
Cephalotaxus harringtonia

Dentro de la diversidad botánica que compone el Parque, es interesante remarcar la presencia de especies poco comunes en los diseños paisajísticos de los parques de la pampa húmeda, como la sequoia roja Sequoia sempervirens, el kaki silvestre Diospyros virginiana, el cedro misionero Cedrela fissilis, la pezuña de vaca Bauhinia forficata, la caroba Jacaranda micrantha y el podocarpo Podocarpus macrophyllus.

## Rincones y coloridos del parque
Es interesante recorrer el Parque en las distintas estaciones del año, ya que cada una ofrece paisajes únicos. Desde las mañanas con niebla y el colorido del follaje del otoño, las heladas del invierno y el verde intenso de la brotación primaveral.
El Parque es muy utilizado los fines de semana como lugar de esparcimiento e inclusive acampe.

## Construcciones Civiles en el parque
En el Parque hay varios edificios de la Facultad de Ciencias Agrarias de la Universidad Nacional de Rosario.
En cumplimiento del legado se encuentra la Escuela N.º 6371, Joaquina Villarino de Soage  y una de las sedes del Jardín Nucleado 280.

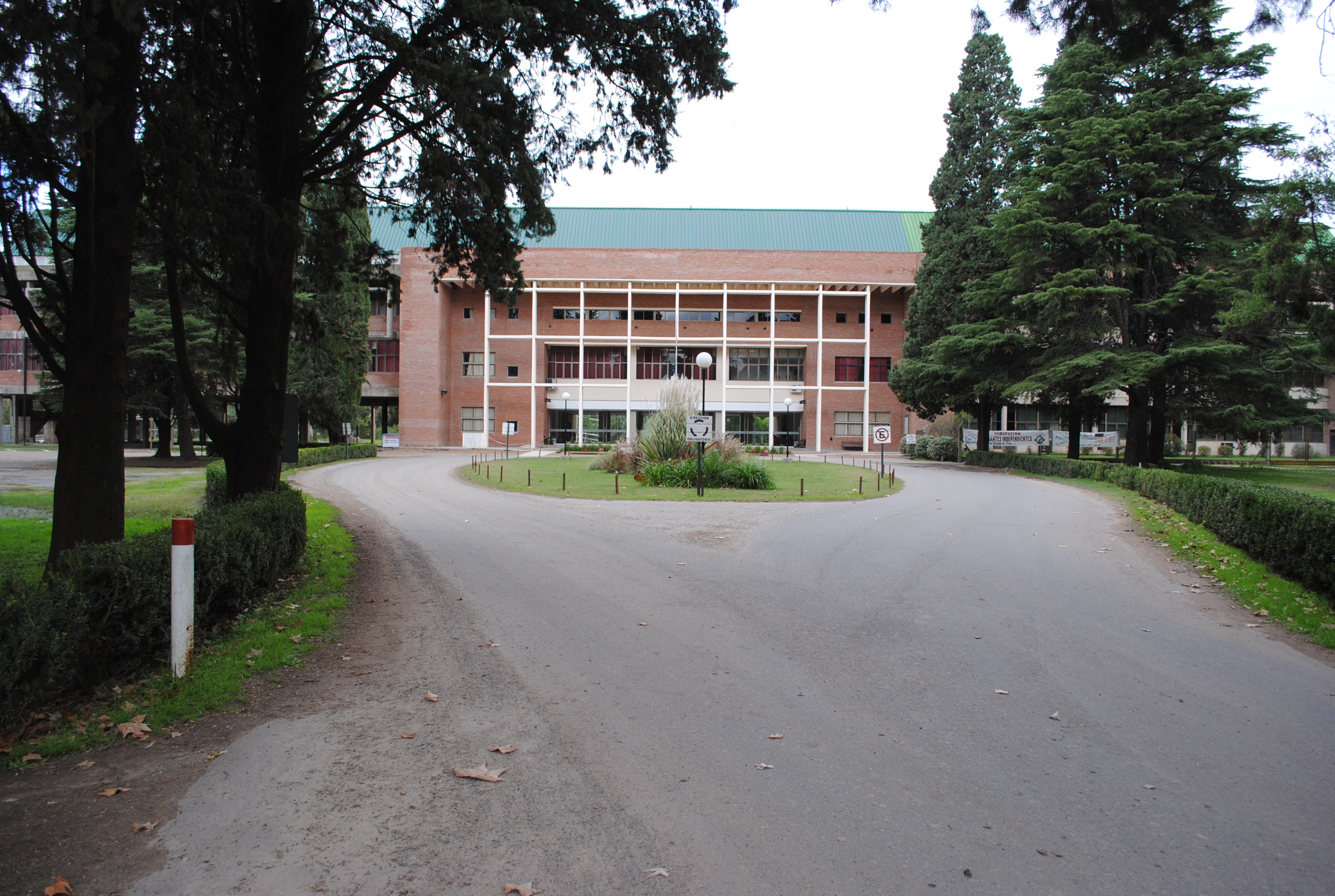
Vista del Edificio Central de la Facultad de Ciencias Agrarias
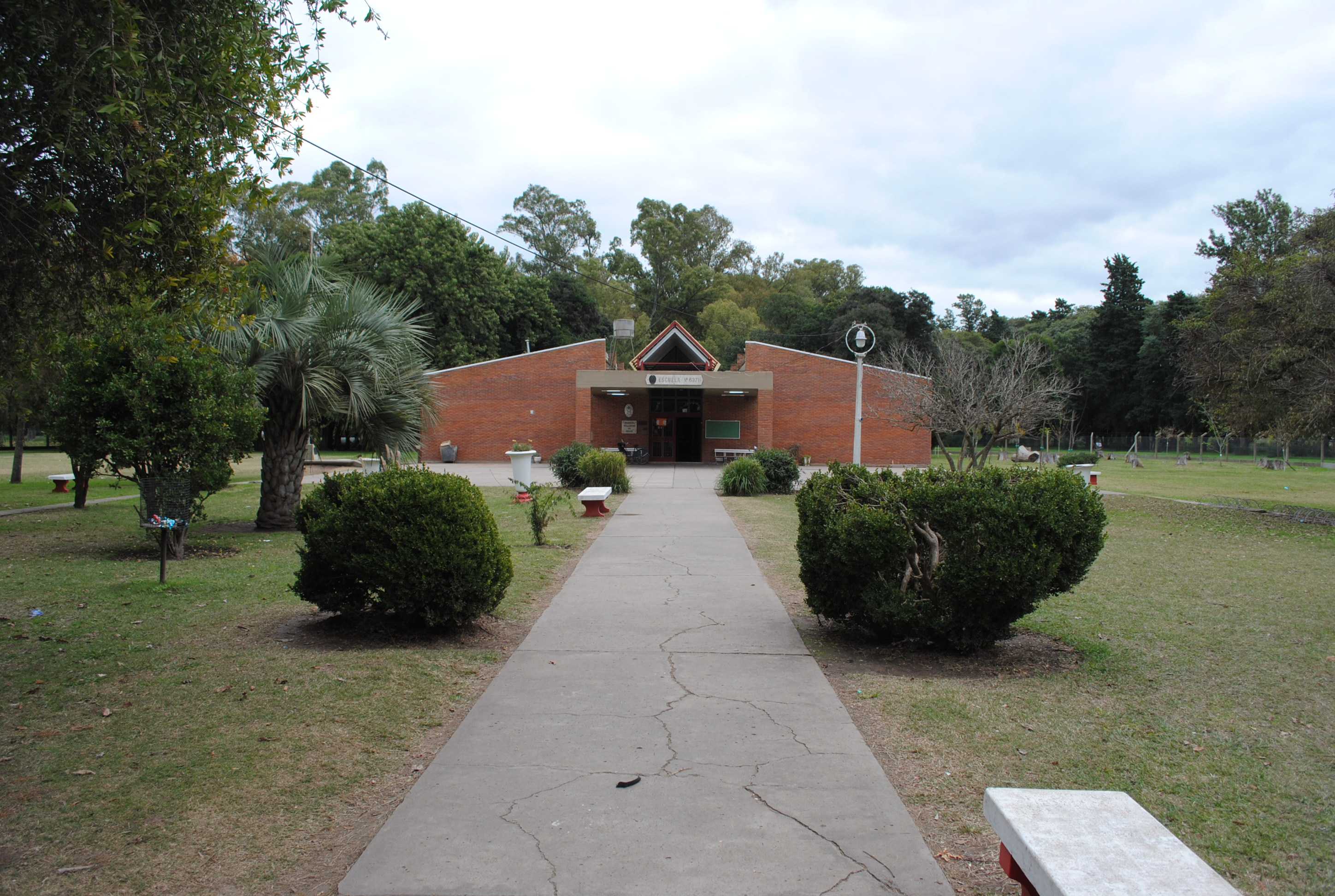
Fachada de la Escuela Nº 6371
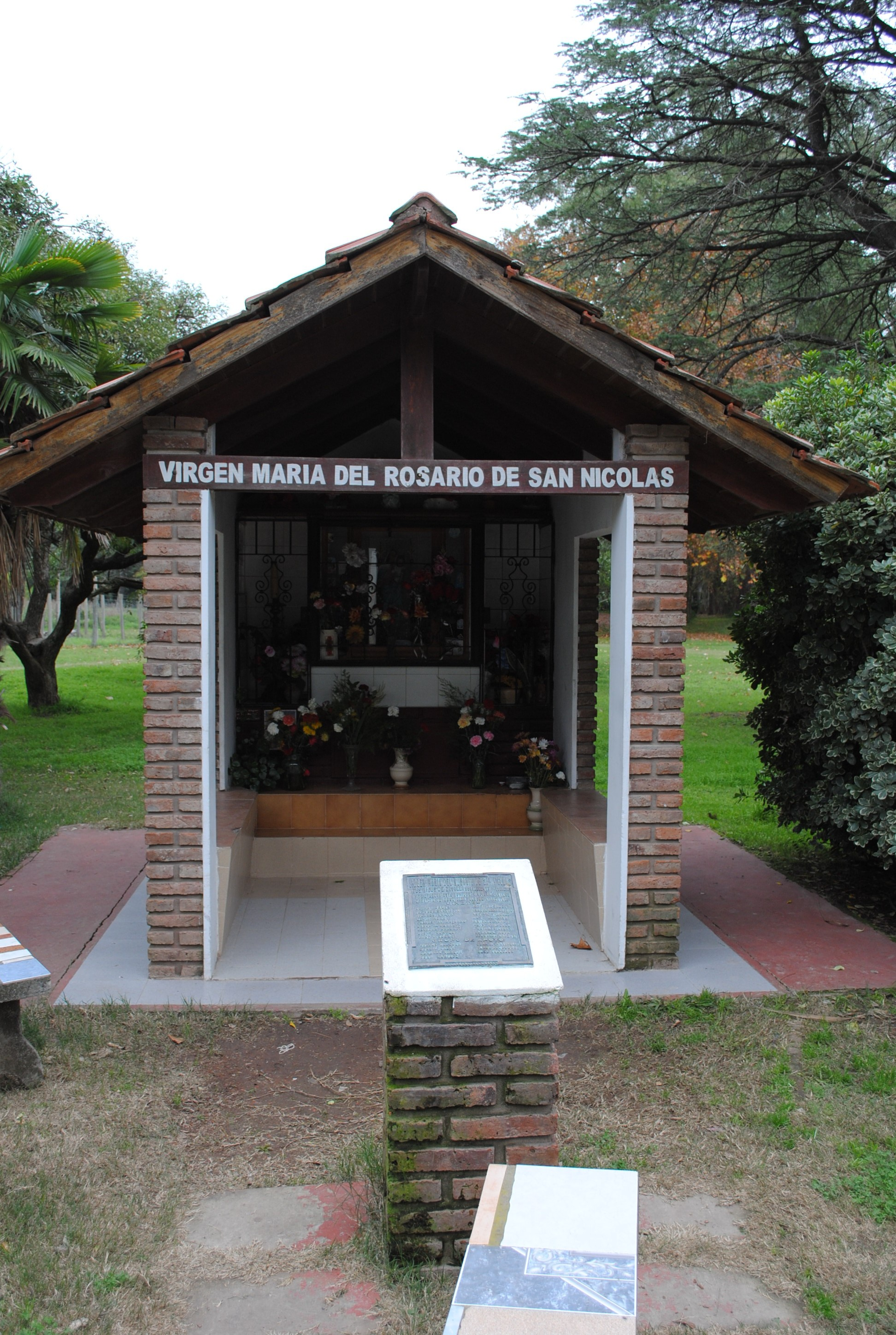
Ermita de la Virgen
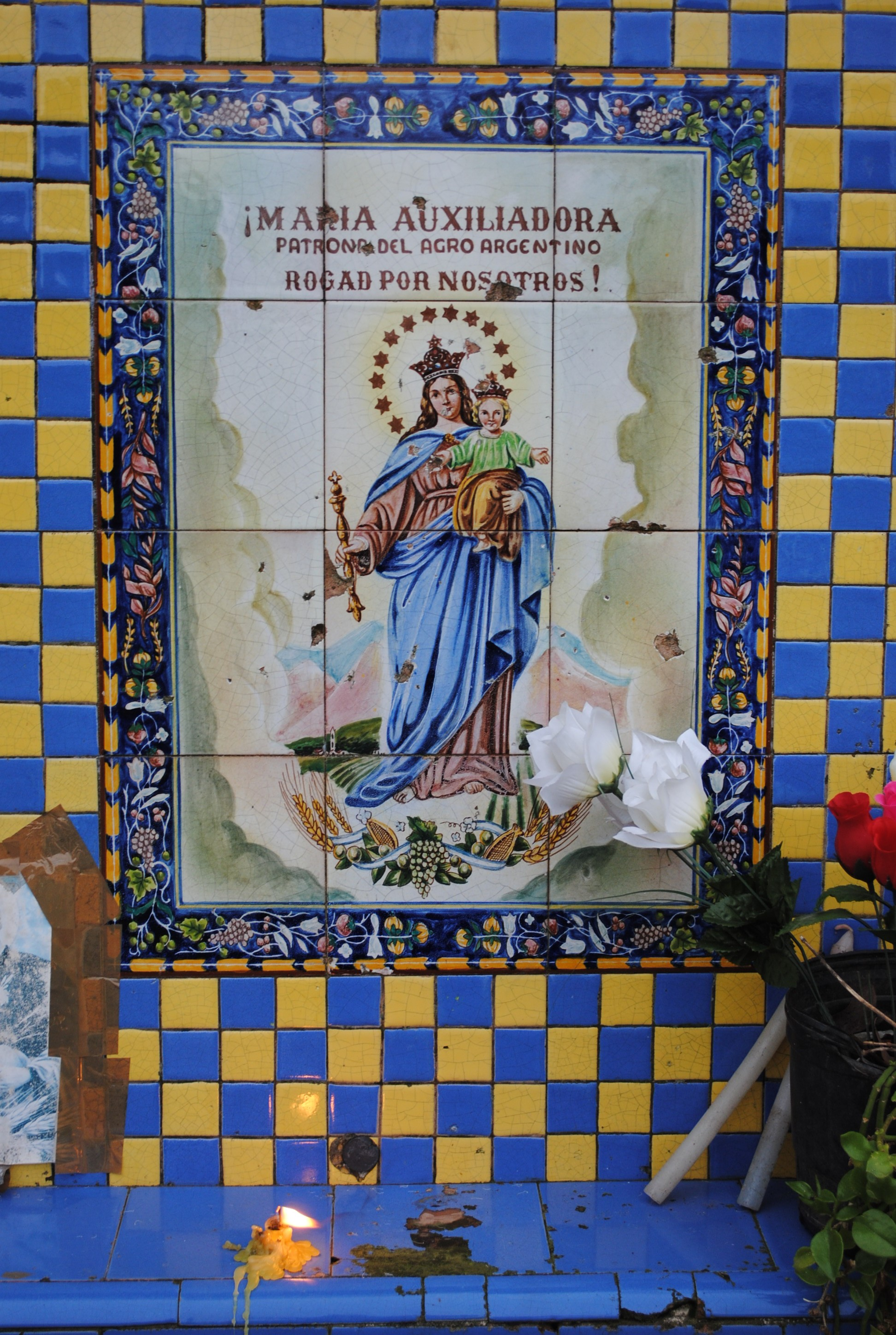
Oratorio de la Virgen María Auxiliadora
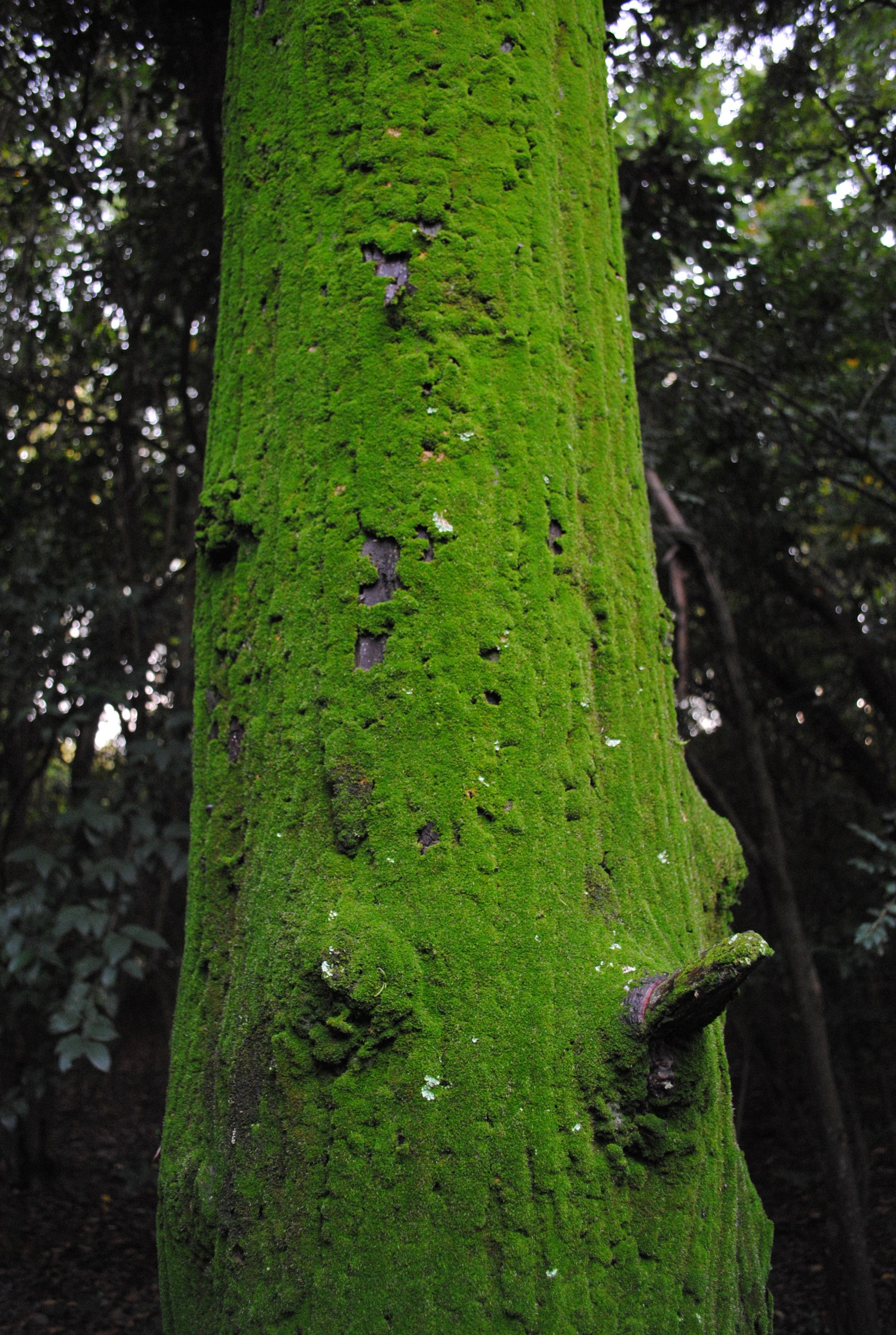
Musgos creciendo sobre tronco de Cryptomeria japonica en un rincón del Parque
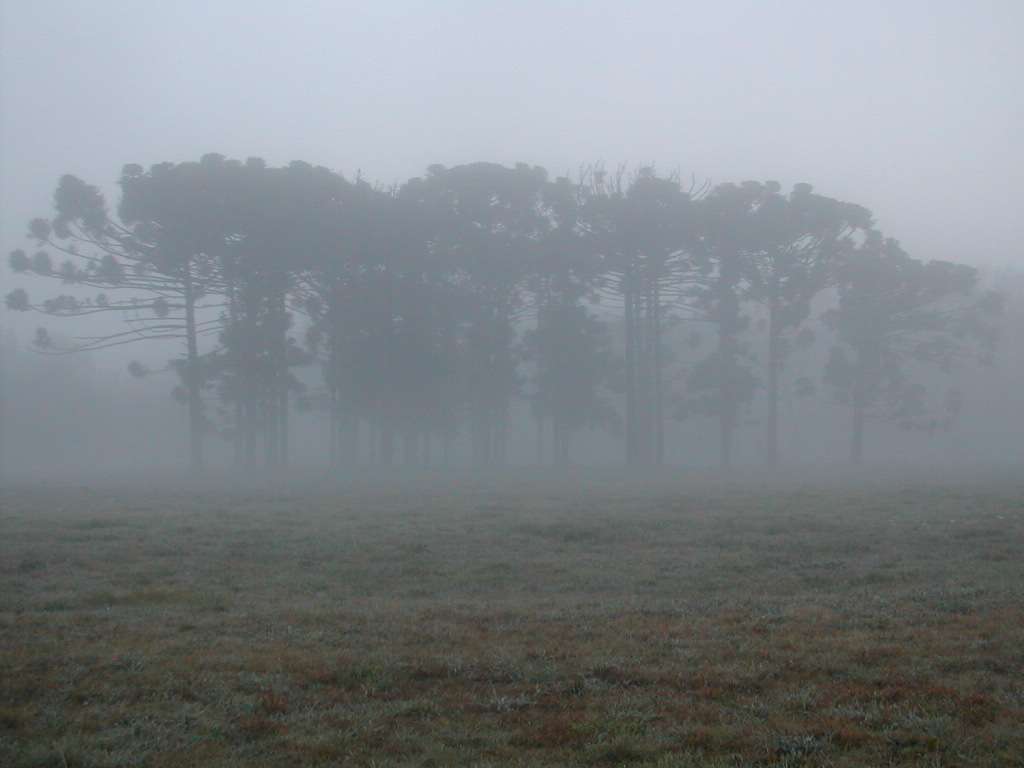
Amanecer con niebla en un montecito de Araucaria angustifolia del Parque
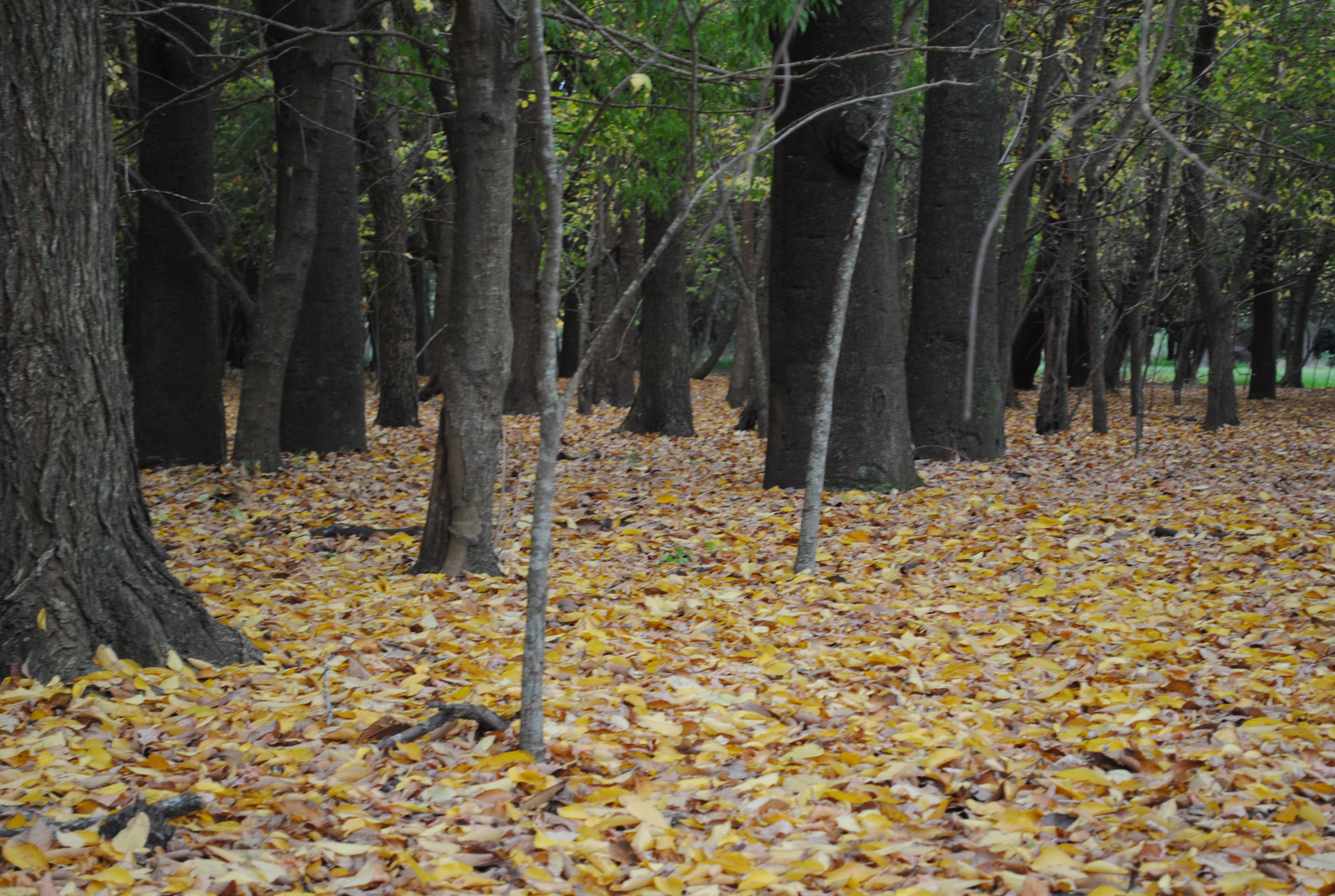
Colchones de hojas secas del otoño
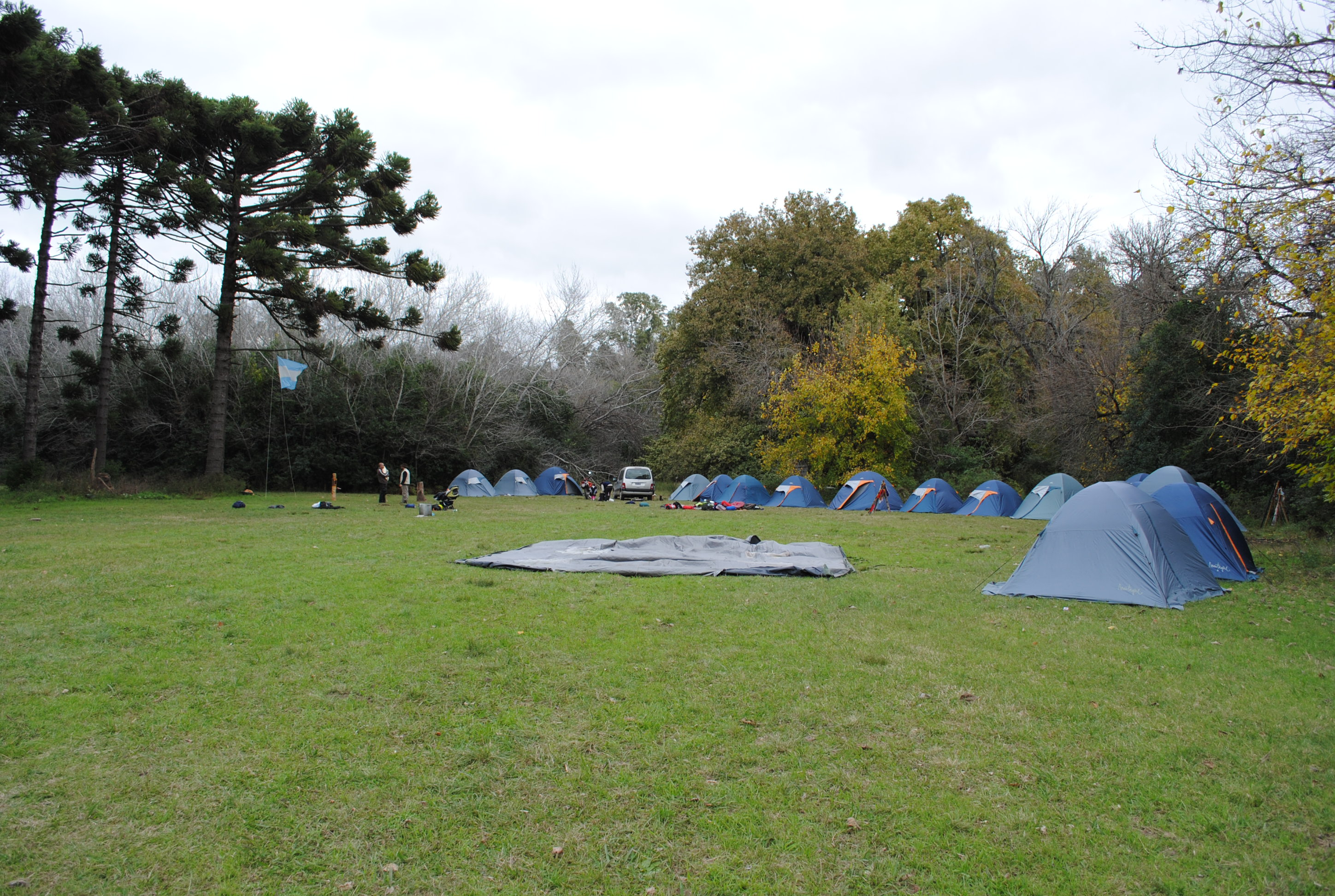
Típico vivac de un grupo scout

Hay además una ermita de la Virgen María del Rosario de San Nicolás, un oratorio de la Virgen María Auxiliadora y un monumento al General José de San Martín.

## Riqueza ornitológica
- Hay una gran variedad de aves que se pueden observar en el Parque, dependiendo de la época del año, la lista incluye según[4] Inambú común Nothura maculosa, garza blanca Ardea alba, garcita blanca Egretta thula, garcita bueyera Bubulcus ibis, garza bruja Nycticorax nycticorax, chiflón Syrigma sibilatrix, cuervillo de cañada Plegadis chihi, cigüeña americana Ciconia maguari, sirirí pampa Dendrocygna viduata, pato maicero Anas georgica, milano blanco Elanus leucurus, gavilán común Buteo magnirostris, gavilán planeador Circus buffoni, carancho Caracara plancus, chimango Milvago chimango, halcón plomizo Falco femoralis, halconcito común Falco sparverius, tero común Vanellus chilensis, gaviota de capucho Chroicocephalus maculipennis, paloma doméstica Columba livia, paloma picazuró Columba picazuro, paloma manchada Columba maculosa, torcaza común Zenaida auriculata, torcacita común Columbina picui, cotorra común Myiopsitta monachus, pirincho Guira guira, lechuza de campanario Tyto alba, lechuzón de campo Asio flammeus, lechucita vizcachera Athene cunicularia, picaflor de barbijo Heliomaster furcifer, picaflor común Chlorostilbon aureoventris, carpintero campestre Colaptes campestris, carpintero real Colaptes melanochloros, hornero común Furnarius rufus, leñatero Anumbius annumbi, pijuí de cola parda Synallaxis albescens, cachalote castaño Pseudoseisura lophotes,  piojito común Serpophaga subcristata, churrinche Pyrocephalus rubinus, benteveo común Pitangus sulphuratus, picabuey Machetornis rixosa, tijereta Tyrannus savana, golondrina común Progne chalybea, ratona común Troglodytes aedon, zorzal común Turdus amaurochalinus, zorzal colorado Turdus rufiventris, calandria real Mimus triurus, calandria grande Mimus saturninus, tacuarita azul Polioptila dumicola, cachirla común Anthus correndera, naranjero Thraupis bonariensis, jilguero dorado Sicalis flaveola, misto Sicalis luteola, chingolo Zonotrichia capensis, corbatita común Sporophila caerulescens, charlatán Dolichonyx oryzivorus, tordo renegrido Molothrus bonariensis, tordo músico Agelaioides badius, pecho colorado Sturnella superciliaris, cabecita negra común Carduelis magellanica, y gorrión Passer domesticus.